# Heads Held High
Heads Held High ist das zweite Studioalbum der schwedischen Classic-Rock-/Hard-Rock-Band Dead Lord. Es erschien am 21. August 2015 über Century Media und brachte der Band die erste Chartplatzierung. Heads Held High wurde mit dem Preis der deutschen Schallplattenkritik in der Kategorie Hard & Heavy ausgezeichnet.

## Entstehung
Im Gegensatz zum Debütalbum Goodbye Repentance haben die Musiker für ihr neues Album mehr gemeinsam geprobt und die Lieder als Band arrangiert. Auch der zweite Gitarrist Olle Hedenström hat laut Sänger Hakim Krim mehr Lieder geschrieben als beim ersten Album. Die Aufnahmen fanden im November 2014 im Studio Gröndal in Stockholm statt. Die Musiker nahmen die Lieder live mit einem analogen Tonbandgerät auf. Der Gesang von Hakim Krim wurde später per Overdub hinzugefügt. Produziert wurde das Album von Ola Erfsfjörd und Nicke Andersson. Das Albumcover wurde von Pol Abran erstellt.

## Hintergrund
In Ruins wirft Sänger Hakim Krim einen kritischen Rückblick auf die Rechtsregierung in Schweden unter dem Ministerpräsident Fredrik Reinfeldt, die von 2006 bis 2014 im Amt war. Das Lied Cold Hearted Madness setzt sich mit dem wachsenden Rassismus in Europa auseinander. When History Repeats Itself befasst sich mit dem Nahostkonflikt zwischen Juden und Arabern in der Region Palästina. Laut Hakim Krim würde der Streit um Religionen und Traditionen nur zu endlosen Konflikten führen.

„Diese Auseinandersetzung dreht sich lediglich vordergründlich um Religion, aber mittlerweile hat sich der Kampf verselbständigt. Es geht doch nur noch um die Macht des Stärkeren, eine Art Schwanzvergleich. Ich finde das verrückt.“

Bei Don’t Give a Damn schreibt Krim über einem ihm bekannten Musiker, der in einer Band spielt und Krim immer nur erzählt, welche Alben seine Band aufnehmen und auf welchen Festivals sie spielen würde. Allerdings tat dieser Musiker nichts dafür, diese Ziele zu erreichen, so dass Krim ihn als Träumer bezeichnete. Schließlich löste sich besagte Band auf, ohne etwas erreicht zu haben. Die deutsche limitierte CD-Version des Albums enthält als Bonus noch eine Coverversion des Titels Burnin’ for You von Blue Öyster Cult.

## Rezeption
Boris Kaiser vom deutschen Magazin Rock Hard bezeichnete Heads Held High als „eine weitere Classic-Rock-Lehrstunde“. Der Großteil der zehn Tracks wäre „ein bewundernswerter Spagat zwischen feiner Akkuratesse und spontan anmutender Einfach-machen-Attitüde“. Kaiser bewertete das Album mit 8,5 von zehn Punkten. Matthias Mineur vom deutschen Magazin Metal Hammer lobte den Sound des Albums, dass „analoge Wärme erzeugt und rein gar nichts von den kalten, brüllend laut gemasterten Digitalproduktionen hat, mit denen zurzeit viele Bands den Bogen überspannen würden“. Die Musik von Dead Lord wäre „ein wohlklingender Anachronismus, der möglicherweise mitunter sogar eine Spur zu brav ausgefallen wäre“. Mineur vergab vier von sieben Punkten.
Das Album Heads Held High stieg auf Platz 74 der deutschen Albumcharts ein. Das deutsche Magazin Visions führte Heads Held High auf ihrer 2019 veröffentlichten Liste der 55 besten schwedischen Rockalben.